# Widok (Opole)
Pour les articles homonymes, voir Widok.
Widok est une localité polonaise de la gmina et du powiat de Głubczyce en voïvodie d'Opole.